# История Волгоградской области
История Волгоградской области — события на территории современной Волгоградской области с момента начала расселения там людей и до сегодняшнего дня. Волгоградская область (до 1961 года — Сталинградская область) была образована 5 декабря 1936 году в результате принятия Конституции СССР, которая разделила Сталинградский край на Сталинградскую область и Калмыцкую АССР.
Территория Волгоградской области начала заселяться со времен палеолита (древнекаменный век). Если в начале это были охотники и собиратели, в эпоху неолита (новый каменный век) стали преобладать оседлые пастухи и земледельцы. В раннем железном веке территорию населили воинственные кочевники (савроматы, сарматы, и гунны). В средние века друг друга сменили хазары, половцы, и татаро-монголы, представленные после распада Монгольской империи Золотой Ордой. Со времен Золотой Орды началась миграция русского населения, которая усилилась после захвата Астрахани и русла Волги Российской империей и основания Царицына и Камышина. По инициативе Екатерины II, в окрестности Царицына и в заволжские степи приезжают на поселение немцы.  В конце XIX века Царицын стал крупным железнодорожным и промышленным центром. Царицын-Сталинград сыграл ключевую роль в Гражданской и Великой Отечественной войнах. Область пережила ужасы голода Поволжья, бремя коллективизации, и стала одним из ключевых регионов во время индустриализации. В период позднего СССР развитие замедлилось, и в области наблюдаются темпы роста не превышающие темпы роста страны.
На территории области найдены десятки тысяч археологических памятников, включая курганы, городища, селища, каменные бабы и др. Большинство археологических памятников представляют собой курганные погребения. Под федеральной охраной находятся лишь три памятника — Сухая Мечётка (палеолит) и Водянское и Царевское городища (золотоордынское время). Многие из археологических памятников охраняются как памятники регионального значения. На территории области до последнего времени проходит активное изучение археологических памятников. Ни один из археологических памятников области не приспособлен для посещения непрофессиональной публикой.

## Первобытные культуры

### Каменный век
Эпоха каменного века названа по материалу, из которого были изготовлены главные орудия труда, — камню. Каменный век подразделяется на палеолит (древний каменный век), мезолит (средний каменный век), и неолит (новый каменный век). Определяющим критерием конкретного века являлась техника изготовления каменных орудий труда. Каменный век длился с начала использования каменных орудий (около 2,5 млн лет назад) и до появления земледелия приблизительно в 10 тысячелетии до нашей эры.
На территории Волгоградской области люди появились ещё в период древнего каменного века. Изначально это были охотники и собиратели, которые в эпоху неолита сменились пастухами и земледельцами.

#### Нижний и средний палеолит (от 2,5 млн лет назад—40 тысячелетие до н.э.)
Очень может быть, что местные неандертальцы были вовсе непохожи на тех сутулых волосатых «горилл» со скошенными лбами и подбородками, черепа которых обнаружили в Германии в местечке Неандер. Это миф, что все неандертальцы выглядели именно так. Древние люди разных племен сильно отличались внешне. В мире найдено уже много стоянок неандертальцев эпохи палеолита и, судя по черепам, они были не менее разными, чем сегодняшние люди разных рас и народностей. К сожалению, в нашей области черепа неандертальцев пока не находили. Так что, как выглядели наши самые древние предки, никто не знает.
Климат палеолита несколько раз изменялся от ледниковых периодов до межледниковых, становясь то теплее, то холоднее. Климат Волгоградской области большую часть времени был тёплый, территория была покрыта вечнозелёными лесами, населёнными первобытными слонами, саблезубыми тиграми и гигантскими оленями. Люди сбивались в небольшие группы (стада), стараясь устраивать свои стоянки на открытых местах. В районе 100—30 тысяч лет назад происходит оледенение территорий под влиянием геологических и климатических процессов, происходящих в то время на планете. Граница оледенения проходила по среднему течению Днепра и Дона, а также пересекая водоразделы Волги и Камы и шла дальше на восток. На территориях, расположенных к югу от ледника, расположилась тундра.
Первобытные люди палеолита при помощи сделанных из камня орудий искали различные съедобные корни, оборонялись от своих естественных врагов, а также добывали пищу.  Всего Волгоградская область насчитывает несколько десятков памятников эпохи палеолита, однако самыми известными и старыми памятниками этого периода являются стоянки среднего палеолита Челюскинец II (145 тысяч лет назад) и Заикино Пепелище (147 тысяч лет назад), расположенные в Дубовском районе, а также Сухая Мечётка в Тракторозаводском районе Волгограда (100—75 тысяч лет назад) и Шлях во Фроловском районе (45 тысяч лет назад). 
На палеолитовых стоянках найдены кости животных того периода (зубра, лошади, сайги, мамонта, бизона, сибирского эласмотерия, кулана, дикого осла, шерстистого носорога).  Были найдены также каменные орудия из кремня, кварцита и песчаника такие как рубила, скребла, ретушированные отщепы, ножевидные пластинки, остроконечники.
На территории некоторых стоянок обнаружены зольные пятна и следов очагов, к которым  тяготеют скопления костей животных и каменных орудий. Это позволяет предполагать наличие жилищ недалеко от очагов, вероятнее всего в виде конических шалашей. Стоянка Шлях представляла собой группу мастерских по обработке камня.

#### Верхний палеолит и мезолит (40—7 тысячелетие до н. э)
В период верхнего палеолита и мезолита происходит становление современного климата и фауны. Промысловые животные нижнего и среднего палеолита (мамонты, сибирские эласмотерии, шерстистые носороги) сменяются на сегодняшних оленей, лосей, и кабанов. Форма охоты меняется с общей (загонно-облавной) на индивидуальную. Охотничьи коллективы становятся меньше и мобильнее, будучи вынужденными увеличивать подвижность, перемещаясь за стадами животных. Из-за большей мобильности археологические памятники меньше выражены, поскольку люди меньше оставались на своих стоянках.
Основным отличительным свойством мезолита становится более усовершенствованная техника обработки камня. Орудия труда становятся тоньше и острее, становятся сложносоставными. 
На территории области памятники этих эпох немногочисленны (немного более десятка) и представлены многослойной стоянкой Шлях во Фроловском районе а также стоянкой Ураков бугор в Камышинском районе. На стоянке Ураков бугор были найдены скребки, резцы, долотовидные и тесловидные орудия. Были также обнаружены остатки рыб (осетровые) и животных (лошадей, косуль).

#### Неолит (6—4 тысячелетие до н. э)
Основным критерием неолита, или нового каменного века, является неолитическая революция — переход от присваивающих (охотничество и собирательство) к производящим (земледелие, скотоводство) формам хозяйствования. Появились глиняная посуда, стало практиковаться ткачество. В производстве орудий стали применяться новые методы — пиление, сверление, шлифовка. Из-за новых технологий расширился возможный ассортимент орудий труда. Особенно на территории Волгоградской области возникает дефицит специализированных камней (кремня) и начинается их добыча из подмытых склонов балок и из-под земли. 
Первые поселения неолитического периода на территории области были обнаружены на северной окраине Волгограда в балке Мокрая Мечётка неподалёку от Орловки Городищенского района. На территории области и вне нее был открыт ряд стоянок, близких по характеру находок  Орловской стоянки, которые исследователи объединили в одну культуру, назвав её орловской (5—4 тысячелетия до н. э.). Также были открыты неолитические стоянки на северной окраине Волгограда, стоянка на реке Царица, несколько стоянок на Дону и на берегах Цимлянского водохранилища. Неолитический культурный слой содержался в нескольких стоянках Палласовского района.
На стоянках нашли фрагменты керамики (целые сосуды встречаются редко). Керамика изготавливалась ленточным способом, когда один жгут накладывается на другой и затем шов выравнивался. Сосуды того времени могли быль достаточно больших размеров с диаметром горла до 40 см. Верхние края сосудов орнаментированы палочкой, проколами, прочерками, наколами и полулунными вдавлениями. Сосуды имели как плоское так и острое дно. 
Были найдены усовершенствованные каменные орудия труда, такие как кремневые пластины, скребки, нуклеусы, вкладыши, наконечники стрел, топорики, микролиты. Некоторые орудия имели пазы для крепления веревки.
Из остатков животных выделяются кости овец, коз, быков, лошадей, коров, собак,  сайги. Были найдены даже кости медведя. Имеются основания предполагать что некоторые особи крупного рогатого скота были одомашнены, некоторые кости лошади близки к костям домашних особей.
При раскопках стоянок этого периода нашли примеры полуземляночных прямоугольных жилых конструкций, заглубленных на 0,6 метра и длиной 6 метров. Крыша поддерживалась столбами. Также нашли кости человека, вероятно из разрушенного погребения.

#### Медный век (4 тысячелетие до н.э.)
Медный век, или энеолит, является переходной эпохой между каменным и бронзовым веками на территории Волгоградской области. Эпоха энеолита характеризуется переходом к металлургии меди. Производящая культура неолита получила мощный импульс с развитием медеплавления с соответственно металлическими орудиями производства. Начали появляться такие новшества как наземный и речной транспорт. Люли начали заниматься одомашливанием животных и плотничеством. Возросла производительность земледелия и скотоводства. На территории области эти новшества были позаимствованы из куро-аракской и майкопской культур на Кавказе. В силу того что в волго-донских степях не было горнорудных возможностей, металлические орудия труда привозили с юга или запада. 
Археологические памятники энеолита на территории области крайне редки. Донской археологической экспедицией НИС ВГПУ было обнаружено несколько относящихся к майкопской культуре погребений, которые проживали отдельными небольшими группами в удобных для них местах рельефа до устья реки Иловли (приток Дона) включительно и занимались реализацией товаров из металла среди кочевников и отгонным скотоводством. Эти поселенцы могли вести торговый обмен с кочевниками, но кочевники на них нападали и вынудили развить военные навыки. Многие из поселенцев постепенно ассимилировались с кочевниками и таким образом привнесли влияние Кавказских археологических культур на степные культуры  вплоть до южной части Саратовского Правобережья и юга Воронежской. Захоронения датированы примерно третьим тысячелетием до нашей эры. В последующее время место майкопцев в Волго-Донских степях заняли носители более поздней Северо-Кавказской археологической культуры.
В эпоху энеолита появляются первые курганные погребения. Умершие лежат на спине скорченно с головой обращенной на запад. В захоронениях найдены кремневые пластины и иногда даже такие предметы как скипетры.

### Бронзовый век
Развитие земледелия и скотоводства привело к активному заселению территории области. Именно в это время в обиход человека приходит новый металл — бронза, возникают первые изделия из этого металла. Век положил начало использованию животных в качестве тягловой силы. Возникают ремесла, что подтверждается археологическими находками погребений мастеров, изготовляющих наконечники стрел, а также захоронений литейщиков.

#### Ямная культура
В третьем тысячелетии до нашей эры на территорию Волгоградской области пришли кочевники-скотоводы, оставившие после себя множество могильников. Характерным для этого периода является создание могильной насыпи-кургана над умершими. Изучение памятников ямной культуры дало возможность изучить быт древних племён, живших в этих местах много тысяч лет назад.
Жили люди этого времени родовыми поселениями, занимались скотоводством, умели плавить металл.
В захоронениях рядом с умершими были встречены сосуды для пищи, орудия труда и украшения, а также кости животных. По религиозным представлениям того времени, в загробном мире покойника должны были окружать вещи, обычные в его земной жизни.

#### Катакомбная культура

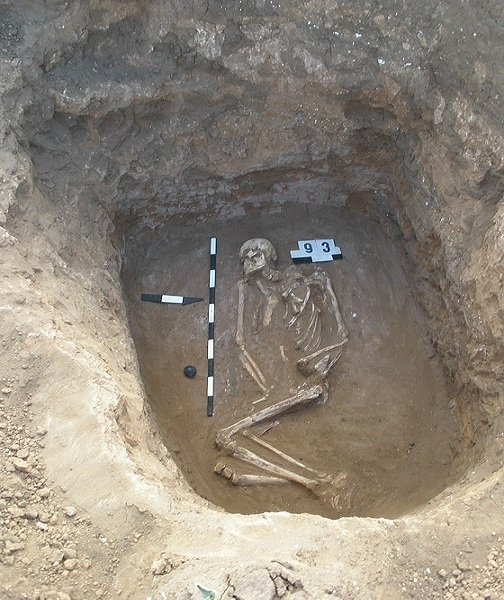
Захоронение катакомбной культуры, найденное в Волгоградской области. Скелет лежит на боку, ноги согнуты. Ориентация на запад.

В эпоху средней бронзы, в XXV—XX вв. до н. э. территорию Волгоградской области населяли представители катакомбной культуры. Погребальные конструкции представляли собой не только обычные ямы, но и подбои (отсюда название — катакомбники). Исследователями отмечались вариации поз умерших: в скорченном положении на боку, на спине с разведёнными ногами, в сидячем положении.

#### Срубная культура
В середине второго тысячелетия до н. э. в северо-восточных районах нынешней Волгоградской области появились кочевые племена, которые расселились потом в Нижнем Поволжье, Придонье, по берегам Днепра и Урала. Многочисленные могилы, относящиеся к срубной культуре, обнаружены в Заволжье и в Волго-Донском междуречье. Эти племена получили своё название по характерному способу захоронения умерших в деревянных срубах.
При раскопках в таких могильниках найдены различные глиняные сосуды, кремнёвые наконечники стрел, бронзовые орудия труда и украшения. Племена срубников занимались скотоводством, охотой, земледением.

### Железный век
С освоением человеком железа наступает железный век. В эпоху железа постоянные поселки исчезают и Волгоградскую область  поочередно населяют кочевые племена савроматов, сарматов, и гуннов.

#### Предсавроматы (начало I тысячелетия до н. э.—VII век до н.э.)
С начала железного века в Нижнем Поволжье уменьшается увлажнение территории, что ведет к сокращению биологической продуктивности и сокращению населения. Такие изменения ведут к вынужденному переходу к кочевому образу жизни. Уходят в прошлое компактные кладбища и вместо этого появляются разрозненные погребения, свидетельствующие о постоянном перемещении населения.
Из-за отсутсвия письменных данных сейчас нет информации о народах, населявших Нижнее Поволжье в этот период. Однако по захоронениям можно судить что культура народов была сходной на протяжении степей вплоть до Алтая. Среди захоронений этого периода выделяются курганный могильник на северо-западном берегу озера Эльтон у села КраснаяДеревня, недалеко от железнодорожной станции Петров Вал, и к западу от города Михайловка возле озера Подгорное.

#### Савроматы (VII век до н.э.—II век до н.э.)

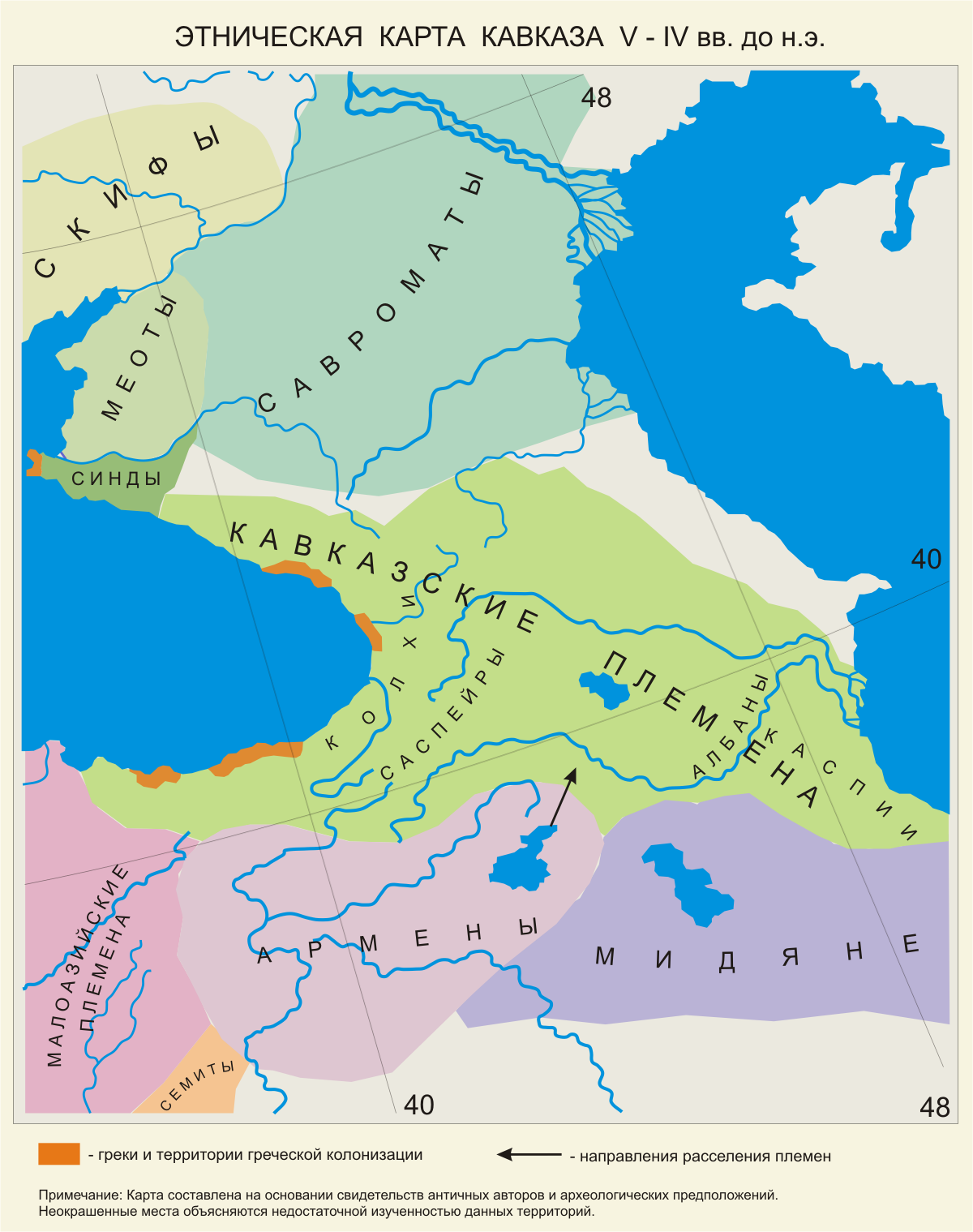
Ареал расселения савроматов в V—IV веках до н. э.

Савроматы — кочевые ираноязычные племена VII-II века до н.э. к востоку от Танаиса (Дона) и в заволжских степях, близкие скифам и сакам, образовавшие древнейший союз родственных племен на своей территории обитания.

По реке Танаису, впадающей в море двумя устьями, живут сарматы, по преданию потомки мидян, также разделенные на многие племена. Первыми живут савроматы женовладеемые, называемые так потому, что произошли от браков с амазонками.— Плиний Старший, VI, 19
Прямые предки савроматских племен вышли из носителей срубной и андроновской культур. Их первоначальное ядро сформировалось на Азовском море и на Доне, и потом савроматы расселились до Волги и далее восточнее ее. Регион расселения скифов и близких им других племен, включая савроматов, составлял Скифию. Выявлено влияние скифской культуры на савроматов, и, в меньшей степени, савроматов на Скифию.
Начиная со II века до н.э. источники перестали различать савроматов от пришедших сарматов.

#### Сарматы (IV век до н.э.—IV век н.э.)
Сарматы — ираноязычные кочевники с востока, которые органически влились в савроматские племена Подонья и Поволжья.

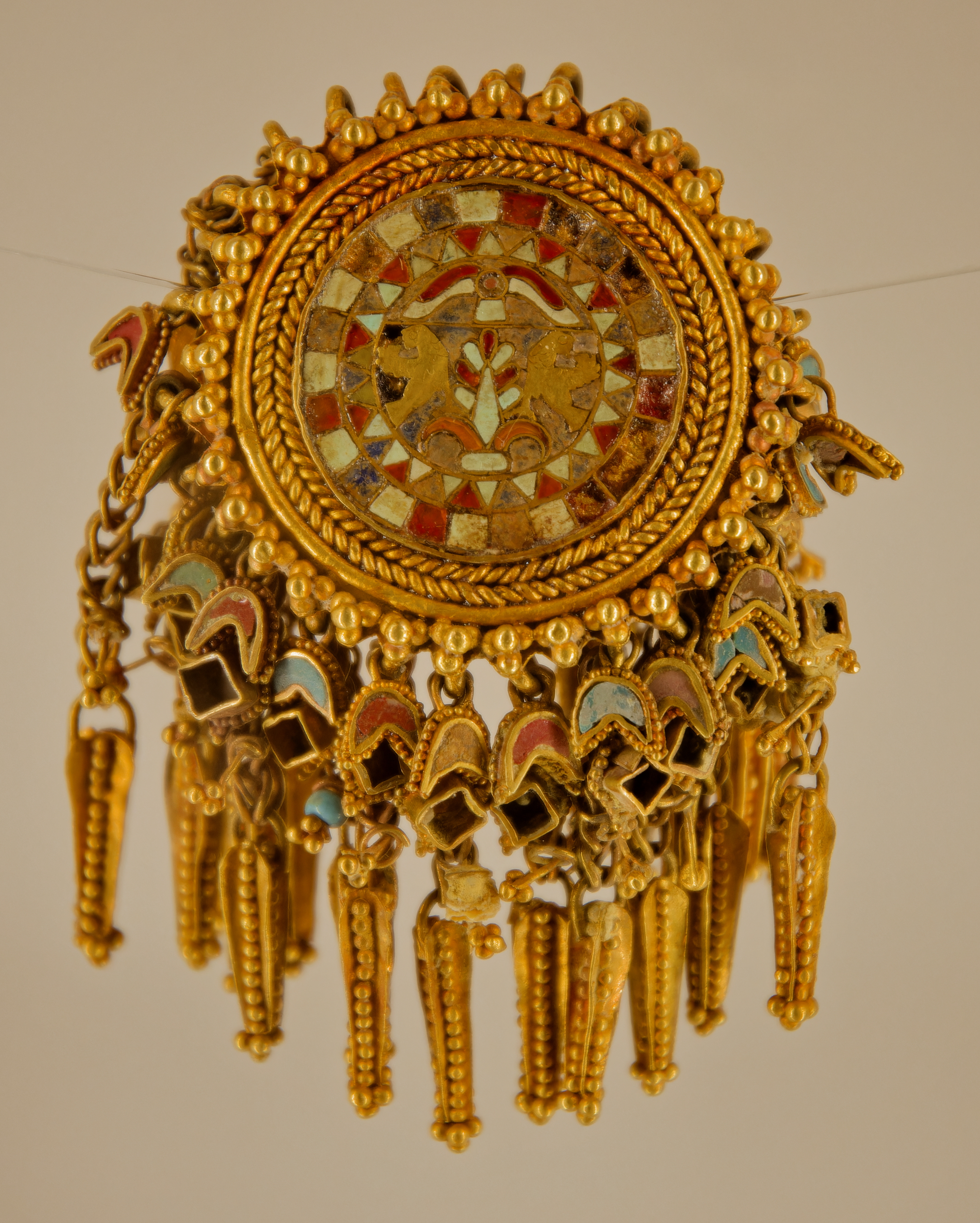
Золото сарматских вождей, Пушкинский музей

В IV-III в. до н.э. господство в поволжских степях постепенно начинает переходить к сарматам. Сарматы установили свое господство в приволжских степях путем последовательных вторжений и переселений в Скифию с востока из Южного Приуралья. В начале III века до н. э. кочевники методически наносят сокрушительные удары по Скифии, а также активно осваивают районы cеверного Кавказа. В итоге у савроматов сложились новые союзы племён, куда вошли и родственные им племена, пришедшие с востока. Начиная с III в. до н. э. эти новые племенные группы выступали под общим названием сарматов.  В этот период сарматы превращаются в ведущую политическую силу в регионе. Уже во II веке до н.э. сарматы начинают играть значительную роль в античном мире после вторжения и захвата Скифии. Во II и I вв. до и. э. сарматы принимают участие в  войнах Митридата Евпатора, царя Понта, против Рима.
Наши знания о племенах савроматов и сарматов в основном базируются на древнегреческих (Геродот) и древнелатинских (Плиний Старший) источниках. Археологические памятники скифов и савроматов в начале их развития мало различимы - погребальные обряды и материальная сторона жизни имели много общего.
Поскольку сарматы были кочевниками, до наших дней от этой культуры дошли только погребения. Погребения сармато накрыты курганными насыпями. Сейчас уже исследовано более сотни таких захоронений. Материалы раскопок дают возможность реконструировать повседневный быт и культуру сарматов. Известно что наряду со скотоводством, племена сарматов занимались земледелием, ткачеством, обработкой железа. Существует большое количество находок предметов вооружения, деталей конской упряжи. В курганных насыпях встречаются дорогая посуда, различного рода украшения, которые свидетельствуют о достаточно обширных экономических и политических связях сарматов. Находки в Михайловском, Котельниковском, Октябрьском районах показывают, что сарматы торговали с жителями греческих колоний Причерноморья. В обмен на продукты скотоводства они приобретали изделия из керамики и стекла, различную бытовую утварь. Привозили эти товары речным путём по Дону.
Большое количество сарматских погребений было обнаружено в пределах Красноармейского района Волгограда. В 2023 году в пределах города Волжский был обнаружен частично неразграбленный курган раннего сарматского периода с погребениями знатных кочевников — воина и отдельно мужчины с мальчиком.
Господству сарматов в пределах Волгоградской области положило конец вторжение гуннов во второй половине IV века н. э.

#### Гунны (IV—V век н.э.)

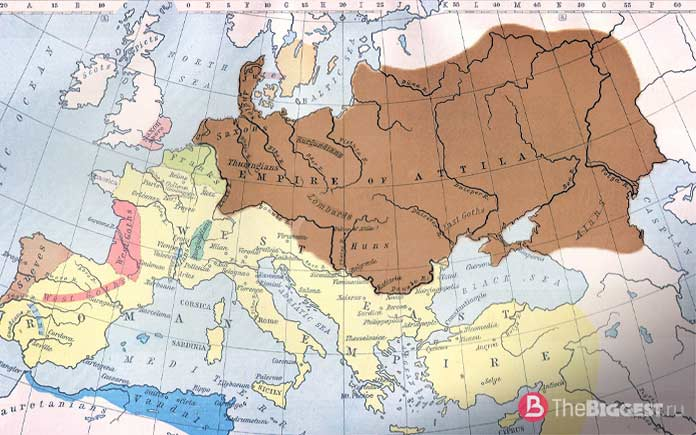
Империя гуннов во время правления Атиллы

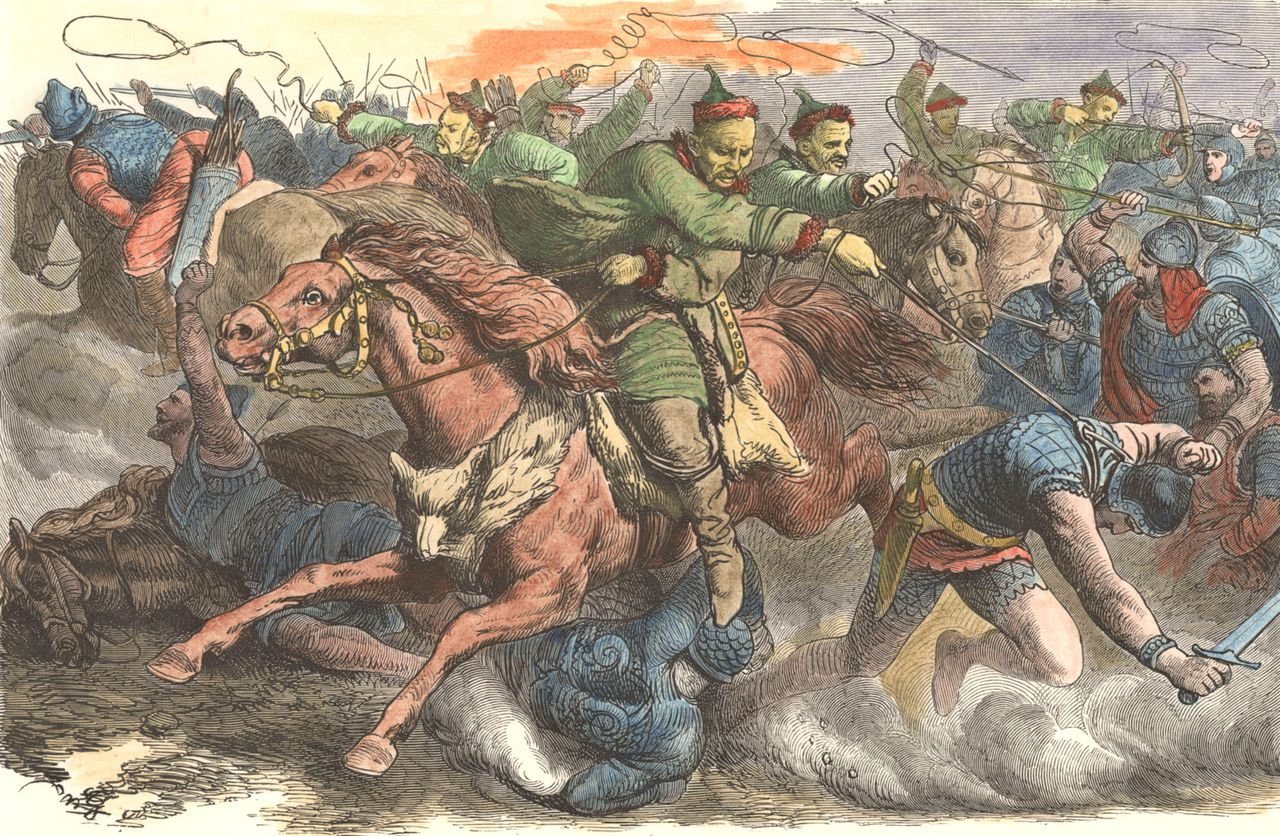
Гунны в битве с аланами

Гунны — тюркоязычный кочевой народ, сложившийся в II-IV веках нашей эры в забайкальских азиатских степях. Перемещение этого народа в Европу в IV веке н.э. привело к Великому переселению народов.
Гунны во второй половине IV века кардинально изменили достаточно спокойную жизнь обитателей южнорусских степей. Причем сами сарматы являлись источником постоянных таких же проблем для своих соседей. Гуннский поход в Европу начался с разгрома поздних сарматов и аланов (племена сарматского происхождения, заселявшие в том числе и территорию южной части Волгоградской области). Гуннское нашествие описывается как «внезаппный натиск» и «всепожирающий пожар». В 370 году гунны разгромили аланов, живущих вдоль Танаиса (Дона) и присоединили к себе выживших. В последующие годы такая же судьба ждала аланов Северного Кавказа. Аланы стали частью гуннской империи, некоторые аланы ушли от нашествия вглубь Европы и на юг.
Гунны, народ кочующий, от полунощных областей Китая доходят через неизмеримые степи до юго-восточной России, нападают — около 377 года — на алан, готфов, владения римские, истребляя все огнем и мечом.Н.М. Карамзин, История государства Российского
В своем расцвете гуннская империя Атиллы в середине V века нашей эры простиралась от реки Урал до реки Рейн и захватывала территорию всей Волгоградской области.
Период завоевания гуннами территории Нижнего Поволжья характеризуется небольшим количеством погребальных памятников, в 1968 году было известно о 27 погребениях. В Волгоградской области были найдены два погребальных кургана у села Верхнепогромное и богатое захоронение у города Ленинск.

## Средние века
Являясь частью Великой Степи, Нижнее Поволжье служило воротами, ведущими из Европы в Азию.
В средневековье земли нынешней Волгоградской области входили в состав таких крупных государственных образований, как Тюркский и Хазарский каганаты, Золотая Орда, Астраханское ханство, Ногайская Орда, Войско Донское и Московское царство. С I тысячелетия нашей эры на территории области на волгодонском перешейке существовала волгодонская переволока, положившая началу превращения Царицына в крупный областной центр. Древний торговый  и военный путь просуществовал до 1952 года, когда транспортную связь между реками стал исполнять канал ВолгоДон.

### Хазарский каганат
В VIII—IX веках между Волгой и Доном располагалась обширная хазарская держава. В устье Волги находилась хазарская столица Итиль. Но в X государство пришло в упадок.
Решающую роль в гибели Хазарии сыграло Древнерусское государство. В 964 году князь Святослав освободил последнее зависимое от хазар славянское племя вятичей, а в следующем 965 году разбил хазарское войско с каганом во главе и захватил Саркел, который с этого времени стал русским городом Белая Вежа. По-видимому, тогда же был захвачен и Самкерц (Тмутаракань). Затем, в том же 965 или, по другим данным, в 968/969 году русы, действуя в союзе с огузами, разгромили города Итиль и Семендер. Этот момент считается концом независимого Хазарского государства.

### Половцы
В XI—XII веках нижневолжские и донские степи были заселены многочисленными племенами половцев.

#### Монгольское нашествие
В результате Западного похода монголов, были завоеваны земли Дешт-и-Кипчака и включены в состав Монгольской империи.

#### Золотая Орда
В результате распада Монгольской империи, образовалось независимое государство - Золотая Орда, влияние которой простиралось от Иртыша до Дуная, включая Волжскую Булгарию, Приуралье, Крым и Северный Кавказ.
Столица Золотой Орды — Сарай-Бату (Старый Сарай) была основана на территории нынешней Астраханской области в районе села Селитренного, а позже была перенесена в Сарай-Берке (Новый Сарай) на реке Ахтубе, вблизи села Царев Ленинского района Волгоградской области при хане Узбеке (правил в 1313—1341). Сарай-Берке был большим и богатым, по меркам того времени, городом. Арабский путешественник Ибн Батута, посетивший Сарай-Берке в 40-х годах XIV века, писал: 

Город Сарай — один из красивейших городов, достигший чрезвычайной величины на ровной земле, переполненный людьми, с красивыми базарами и широкими улицами. Однажды мы поехали верхом с одним из старейшин, намереваясь объехать его кругом и узнать объём его. Жили мы в одном конце его и выехали оттуда утром, а доехали до другого конца только после полудня.
Многочисленные татарские поселения располагались по всей Нижней Волге от Саратова до Астрахани. На правом берегу Волги, в устье реки Царицы, стоял ханский дворец и, как полагают, находился татарский город Сарачин. На Водянском городище, в 2 км к северу от города Дубовки, несколько веков назад располагался золотоордынский город (предположительно Бельджамен). В настоящее время в городище полностью раскопана мечеть XIV века,  обнаружены мусульманское кладбище, христианская церковь и кладбище, бани, дома.

#### Падение Золотой Орды
В результате междоусобицы в Золотой Орде и нападения Тамерлана Золотая Орда распалась на Казанское, Астраханское, Крымское, Сибирское ханства, Ногайскую Орду и др.
Территории нынешней Волгоградской области стали ядром Большой Орды и её ханы считались наследниками Золотой Орды. В 1502 году крымские ханы напали на неё, Большая Орда пала и земли к западу от Волги отошли формально к Крыму, а титул наследника Золотой Орды перешёл к крымскому хану. В начале 1550-х годов политическая ситуация в этих краях была следующая: часть Волгоградской области к западу от Волги и Сарпинских озёр находилась под властью Малой Ногайской Орды, которая почти являлась вассалом Крымского ханства и Османской империи. В южной и юго-восточной части современного Котельниковского района в это время имели заметное политическое влияние и мурзы Пятигорских татар (Казы-Улус) и самой Пятигории. К югу и западу от рек Торгун и Еруслан располагались земли Астраханского ханства и только к северо-востоку от Торгуна и Еруслана на территории Волгоградской области сохранились земли подчинённые Ногайской Орде. Нужно отметить, то, что в период ханств административно-территориальные границы на территории современной Волгоградской области часто изменялись, но хозяйственный уклад населения оставался всегда прежним.

## Новейшее время

### Сталинградская битва
Проходила с 17 июля 1942 по 2 февраля 1943 года. Одно из важнейших генеральных сражений Великой Отечественной войны, составной части Второй мировой войны.

### Послевоенный период
К середине 1940-х годов в Сталинградской области открылись:
- 23 православных церкви и молитвенных дома (в том числе одна обновленческая);
- 13 молитвенных домов старообрядцев;
- 6 молитвенных домов баптистов;
- 1 мечеть.

При этом власти давали разрешения на открытие церквей неохотно — из 261 заявления об открытии церквей в 96 населённых пунктах Сталинградской области, поступивших в 1943—1946 годах, на начало 1947 года были удовлетворены лишь 26 заявлений.